# Saut en hauteur féminin aux Jeux olympiques d'été de 1960
Navigation
Melbourne 1956 Tokyo 1964

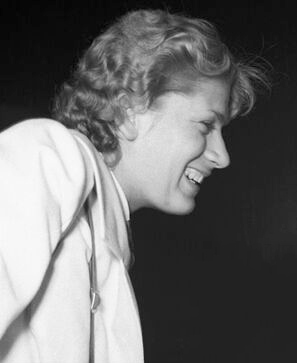
Iolanda Balaș

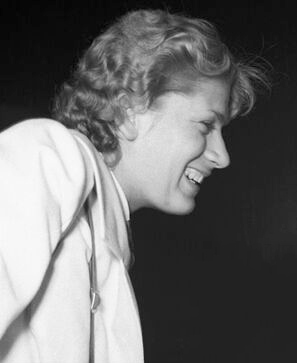
Iolanda Balaș

L'épreuve du saut en hauteur féminin aux Jeux olympiques de 1960 s'est déroulée le 8 septembre 1960 au Stade olympique de Rome, en Italie.  Elle est remportée par la Roumaine Iolanda Balaș.

## Résultats

### Finale
| Rang              | Athlète                | Pays                       | Marque | 1.55 | 1.60 | 1.65 | 1.68 | 1.71 | 1.73 | 1.75 | 1.77 | 1.81 | 1.85 | 1.87 | Notes |
| ----------------- | ---------------------- | -------------------------- | ------ | ---- | ---- | ---- | ---- | ---- | ---- | ---- | ---- | ---- | ---- | ---- | ----- |
| Médaille d'or     | Iolanda Balaș          | Roumanie                   | 1.85   | p    | o    | p    | o    | o    | o    | o    | o    | xo   | xxo  | xxp  | OR    |
| Médaille d'argent | Jarosława Jóźwiakowska | Pologne                    | 1.71   | p    | o    | o    | o    | o    | xxx  |      |      |      |      |      |       |
| Médaille d'argent | Dorothy Shirley        | Grande-Bretagne            | 1.71   | p    | o    | o    | o    | o    | xxx  |      |      |      |      |      |       |
| 4                 | Galina Dolya           | Union soviétique           | 1.71   | o    | o    | xo   | o    | xxo  |      |      |      |      |      |      |       |
| 5                 | Taïsiya Chenchyk       | Union soviétique           | 1.68   | o    | o    | o    | o    | xxx  |      |      |      |      |      |      |       |
| 6                 | Helen Frith            | Australie                  | 1.65   | o    | o    | o    | xxx  |      |      |      |      |      |      |      |       |
| 6                 | Inga-Britt Lorentzon   | Suède                      | 1.65   | o    | o    | o    | xxx  |      |      |      |      |      |      |      |       |
| 6                 | Frances Slaap          | Grande-Bretagne            | 1.65   | o    | o    | o    | xxx  |      |      |      |      |      |      |      |       |
| 9                 | Ingrid Becker          | Équipe unifiée d’Allemagne | 1.65   | o    | o    | xo   | xxx  |      |      |      |      |      |      |      |       |
| 9                 | Nel Zwier              | Pays-Bas                   | 1.65   | o    | o    | xo   | xxx  |      |      |      |      |      |      |      |       |
| 9                 | Florence Pétry         | France                     | 1.65   | o    | o    | xo   | xxx  |      |      |      |      |      |      |      |       |
| 9                 | Marlene Schmitz        | Équipe unifiée d’Allemagne | 1.65   | o    | o    | xo   | xxx  |      |      |      |      |      |      |      |       |
| 9                 | Olga Gere              | Yougoslavie                | 1.65   | o    | o    | xo   | xxx  |      |      |      |      |      |      |      |       |
| 14                | Neomia Rogers          | États-Unis                 | 1.65   | xo   | xxo  | xo   | xxx  |      |      |      |      |      |      |      |       |
| 15                | Valentina Ballod       | Union soviétique           | 1.65   | o    | xo   | xxo  | xxx  |      |      |      |      |      |      |      |       |

Key: OR = Olympic record; o = clear ; p = pass; x = fail